# Shilshila Acharya
Shilshila Acharya (Baglung) es una científica ambiental nepalí que lideró diversas campañas para concienciar de la necesidad de reciclar el plástico en Nepal y la recuperación de la basura abandonada por el turismo de montaña. En 2024 fue incluida en la lista de las 100 mujeres más influyentes del mundo de la BBC.

## Trayectoria
Shilshila Acharya nació en Baglung. Se licenció en Ciencias Ambientales por la Universidad de Katmandú, y obtuvo un máster en Biodiversidad y Ciencias Ambientales en Noruega Een la Universidad Tribhuvan y la Universidad de Bergen, gracias a una doble beca de los gobiernos nepalí y noruego.
Una de sus primeras campañas fue la de sugerir que se plantaran árboles a ambos lados de las carreteras nepalíes. En 2014, Shilshila Acharya se unió a la Iniciativa Climática del Himalaya en el momento en que empezaron a trabajar para reducir el uso de bolsas de plástico en Nepal. En su grupo de trabajo tenían como objetivo reducir el número de niñas que estaban siendo víctimas de trata en el extranjero. Este grupo de trabajo se centró en trabajar de forma real con la asociación Bhat-Bhateni Supermarket, una gran cadena de supermercados, con el objetivo de fomentar el uso de bolsas de tela en lugar de bolsas de plástico desechables. La gente las compraba pero no las usaba. El grupo de trabajo necesitaba encontrar una nueva forma de influir y concienciar a la población, en el uso de las bolsas de tela. El lema de su nueva campaña fue “No gracias, yo llevo mi propia bolsa” y esto empezó a influir en el comportamiento de la población. Este movimiento llevó al gobierno nepalí a prohibir el uso de bolsas de plástico en Katmandú.
En 2019 Shilshila Acharya participó en una campaña para reducir la gran cantidad de desechos que las personas montañeras visitantes dejan en el Himalaya. Su campaña permitió retirar casi 120 toneladas de basura.

## Reconocimientos
En 2018, el Fondo Mundial para la Naturaleza en Nepal, en la celebración de su 25° aniversario, la reconoció por sus logros en temas de conservación e impacto medioambiental. Shilshila Acharya recibió uno de los premios otorgados a personas, por su trabajo como directora ejecutiva de la Iniciativa Climática del Himalaya.
En 2024 Shilshila Acharya fue incluida en la lista de la BBC de 100 mujeres inspiradoras.